# Laura de Witte
Laura de Witte (Leek, 7 de agosto de 1995) es una deportista neerlandesa que compite en atletismo, en la modalidad de carrera de velocidad. De 2016 a 2022, compartió el récord neerlandés en el relevo 4 × 400 metros. Compitió en los Juegos Olímpicos de Verano de 2016 y 2020, logrando su mejor resultado con un sexto puesto en Tokio en 2021 como miembro del equipo de relevo 4 × 400 metros.

## Educación
De Witte está afiliada a AV Trias en Heiloo y entrenó allí de 2008 a septiembre de 2020 en el grupo de entrenamiento Topsport Trias, dirigido por Sven Ootjers. Desde entonces, entrenó en el Centro Deportivo Papendal con Laurent Meuwly hasta septiembre de 2023. Se graduó en Nutrición y Dietética por la Universidad de Ciencias Aplicadas de Ámsterdam (HVA) en 2019.

## Trayectoria

### Trayectoria juvenil
De Witte ha estado involucrada en el atletismo desde los ocho años. Esto la llevó a ganar su primera medalla en 2010, a los catorce años, en el Campeonato Juvenil de Países Bajos: se alzó con el bronce en los 200 metros en la categoría femenina B. Fue la primera de las ocho medallas que ganaría en su juventud en los Campeonatos Nacionales Juveniles en Pista Cubierta y Aire Libre, principalmente en los 200 metros. Entre ellas, dos medallas de oro: en 2013 se proclamó campeona de los 200 m femeninos B y en 2014, campeona de los 400 metros en pista cubierta femenina A.

### 2015
Una vez admitida en la categoría sénior, De Witte continuó su búsqueda de medallas en el Campeonato Nacional, aunque a partir de entonces se centró principalmente en los 400 metros. Esto la llevó a conseguir una medalla de plata en el Campeonato Nacional en Pista Cubierta y un bronce en el Campeonato Nacional al Aire Libre en su primer año sénior, donde subió al podio junto a su hermana Lisanne, quien había ganado la plata.

### 2016

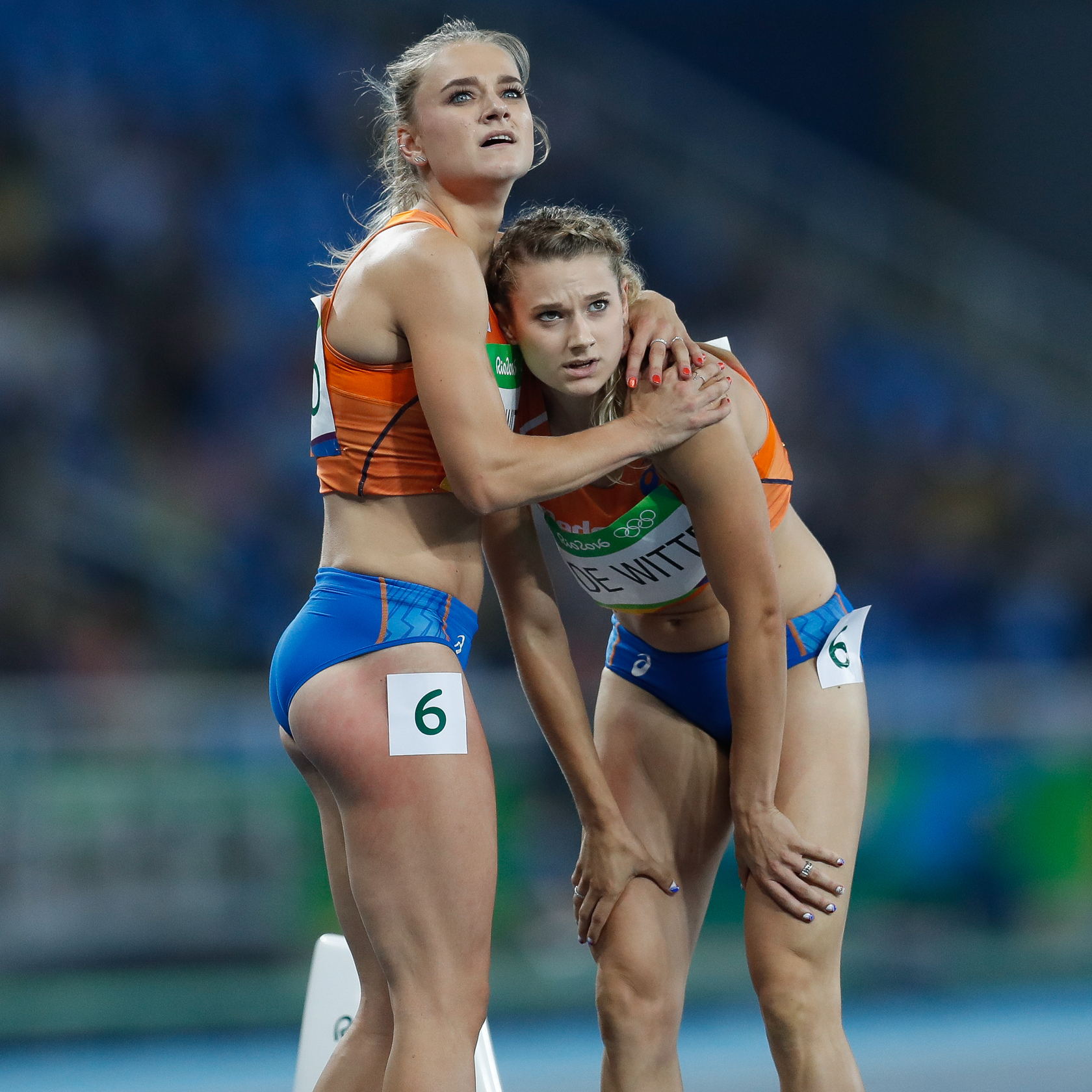
Laura y su hermana Lisanne de Witte durante los Juegos Olímpicos de Río de Janeiro 2016.

De Witte, que hasta ese momento tenía poca experiencia internacional, tuvo sus primeras oportunidades en 2016. Primero en el Campeonato Europeo de Ámsterdam, donde compitió en los 200 metros y el relevo 4 × 400 metros. En la prueba individual, fue eliminada en semifinales, después de haber ganado previamente su serie con un mejor tiempo personal de 23,23 s. En el relevo, ella y sus compañeras de equipo Nicky van Leuveren, su hermana Lisanne y Eva Hovenkamp mejoraron el récord neerlandés a 3:29,18 min en la ronda de clasificación, más de tres segundos más rápido que el récord anterior, que databa de 1998. En la final, el equipo neerlandés terminó séptimo con un tiempo de 3:29,23 min. Esto clasificó al equipo para los Juegos Olímpicos de Río de Janeiro 2016. En la ciudad brasileña, Madiea Ghafoor, Lisanne de Witte, Nicky van Leuveren y Laura de Witte fueron eliminadas en la ronda clasificatoria, pero su tiempo de 3:26.98 min mejoró significativamente el récord nacional establecido previamente en Ámsterdam.

### 2017
En 2017, De Witte comenzó la temporada con un cuarto puesto en los 400 metros en el Campeonato Neerlandés de Atletismo en Pista Cubierta de 2017 de Apeldoorn. Luego comenzó la temporada al aire libre terminando quinta en los 400 metros en los Juegos FBK en Hengelo con 52,28 s, una mejora significativa de su marca personal de 52,70 s de 2016. Su mejor actuación ese año llegó en el Campeonato Europeo Sub-23 de Bydgoszcz, donde ganó el bronce en la final con 52,51 s, habiendo mejorado aún más su marca personal anteriormente en su serie a 52,15 s, un récord neerlandés Sub-23. Esto le valió un lugar en el equipo de relevos de 4 × 400 metros para el Campeonato Mundial de Atletismo de 2017 en Londres. Sin embargo, el equipo, con ambas hermanas De Witte en las filas, fue descalificado después de su carrera de que se determinara que la sustitución entre la corredora titular Madiea Ghafoor y Lisanne de Witte fue ilegal.

### 2018

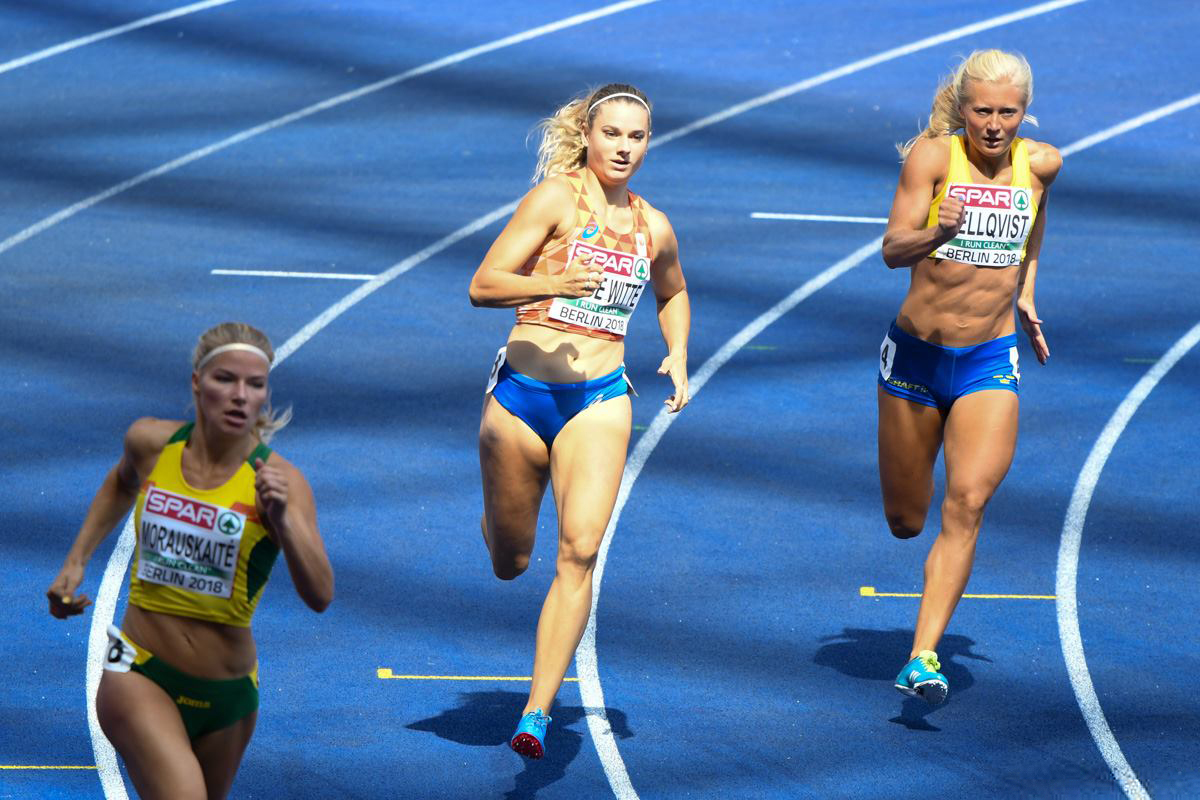
Laura de Witte (centro) en acción durante el Campeonato Europeo de 2018.

La temporada de competición 2018 de De Witte también comenzó tradicionalmente con el Campeonato Neerlandés de Atletismo en Pista Cubierta de 2018. Su medalla de bronce en los 400 metros era la séptima medalla del Campeonato Nacional Neerlandés que ganaba en la pista cubierta de Apeldoorn en ocho años desde su carrera júnior. Además, sus tiempos en los 400 metros de los últimos tres Campeonatos Neerlandeses en pista cubierta eran prácticamente idénticos (53,65 s, 53,76 s y 53,63 s). En el Campeonato Neerlandés de Atletismo de 2018 en Utrecht en junio, terminó tercera en los 400 metros con 52,90 s, detrás de la ganadora Madiea Ghafoor (51,84 s) y su hermana Lisanne (52,22 s); fue el mejor podio de 400 m de la historia en un Campeonato Nacional Neerlandés. Una semana después, en una competición en La Chaux-de-Fonds, quedó a una centésima de segundo de su mejor marca personal de 2017, terminando segunda en su serie con 52,16 s. Esta actuación la clasificó para el Campeonato Europeo de Atletismo de 2018 en Berlín. Para completar el éxito de la familia De Witte, Lisanne rompió el récord neerlandés en otra serie en la misma competición, convirtiéndose en la primera en romper la barrera de los 51 segundos, estableciendo el récord en 50,96 s. En el Campeonato Europeo de Berlín, Laura de Witte, un día después de cumplir 23 años, terminó cuarta en su serie de 400 metros con 52,57 s, pero no lo suficiente como para clasificarse para las semifinales como una de las más rápidas.

### 2019
En 2019, De Witte tuvo un comienzo lento. Las cosas no le iban por su camino habitual, y cuando terminó cuarta con 55.56 en el Campeonato Neerlandés de Atletismo en Pista Cubierta de 2019, por debajo de su rendimiento del año anterior, se sometió a una prueba. Se reveló que había contraído una infección bacteriana en algún momento alrededor del cambio de año, lo que había afectado significativamente su entrenamiento. La infección tardó hasta mayo para que remitiera. Para mayo, se había recuperado lo suficiente como para formar parte del equipo de relevos que competía en los Relevos Mundiales 2019 en Yokohama. Allí, compitió en las series de relevo 4 x 400 metros, donde el equipo neerlandés terminó quinto. Esto fue suficiente para clasificarse para la final B, que posteriormente ganaron los Países Bajos, ahora con Lisanne en el equipo, quien había reemplazado a su hermana. Sin embargo, Laura de Witte no se acercó a su rendimiento del año anterior durante toda la temporada al aire libre. Su mejor resultado ese año fue 53.77 s en la Universiada de Nápoles a principios de julio. Esto le «salvó» la participación en el Campeonato Mundial de Atletismo de 2019 en Doha, pero no compitió allí.

### 2020
En 2020, estaban programados tanto el Campeonato Europeo de Atletismo de 2020 en París como los Juegos Olímpicos de Tokio 2020, por lo que De Witte se saltó la temporada en pista cubierta para prepararse por completo para estos importantes torneos. Sin embargo, poco después del Campeonato Neerlandés en Pista Cubierta, estalló la pandemia de COVID-19, lo que interrumpió drásticamente el calendario de competiciones planificado a nivel mundial. Lo que quedó al final de la temporada al aire libre fueron algunas competiciones modificadas sin espectadores, incluyendo el Campeonato Neerlandés de Utrecht los días 29 y 30 de agosto. Este fue el único torneo en el que De Witte compitió. Tras marcar el mejor tiempo en las eliminatorias con 53.53 s, no pudo repetir esa actuación en la final, quedando cuarta, a las puertas del podio, con 54.95 s. Fue la única competición importante en la que compitió ese año.

#### Transferencia
Al recordar sus actuaciones en 2019 y 2020, De Witte se sintió abrumada por la decepción. No había alcanzado su mejor marca personal de 2017 en los 400 m, y eso la preocupaba. Ignoró la posibilidad de que completar sus estudios en 2019 y la falta de competiciones debido a la pandemia de COVID-19 en 2020 pudieran haber tenido un impacto negativo. Sintió que estaba lista para un cambio y, en septiembre de 2020, decidió trasladarse a Papendal y entrenar con Laurent Meuwly, el entrenador jefe del grupo de 400 metros, con quien ya había entrenado una vez por semana desde marzo. Las experiencias allí fueron tan positivas que De Witte decidió trasladarse definitivamente a Papendal en septiembre de 2020. Esto marcó el final de un período de catorce años en el que había entrenado con Sven Ootjers, inicialmente unas pocas veces por semana y luego a tiempo completo durante once años. No fue una decisión fácil, según descubrió ella misma, porque a lo largo de todos esos años se había desarrollado un estrecho vínculo, diciendo «Nuestra colaboración siempre ha sido excelente». Con su traslado, esperaba poder participar en sus segundos Juegos Olímpicos, los de Tokio, que se habían pospuesto debido a la pandemia de COVID-19 y que debían celebrarse en 2021.

### 2021

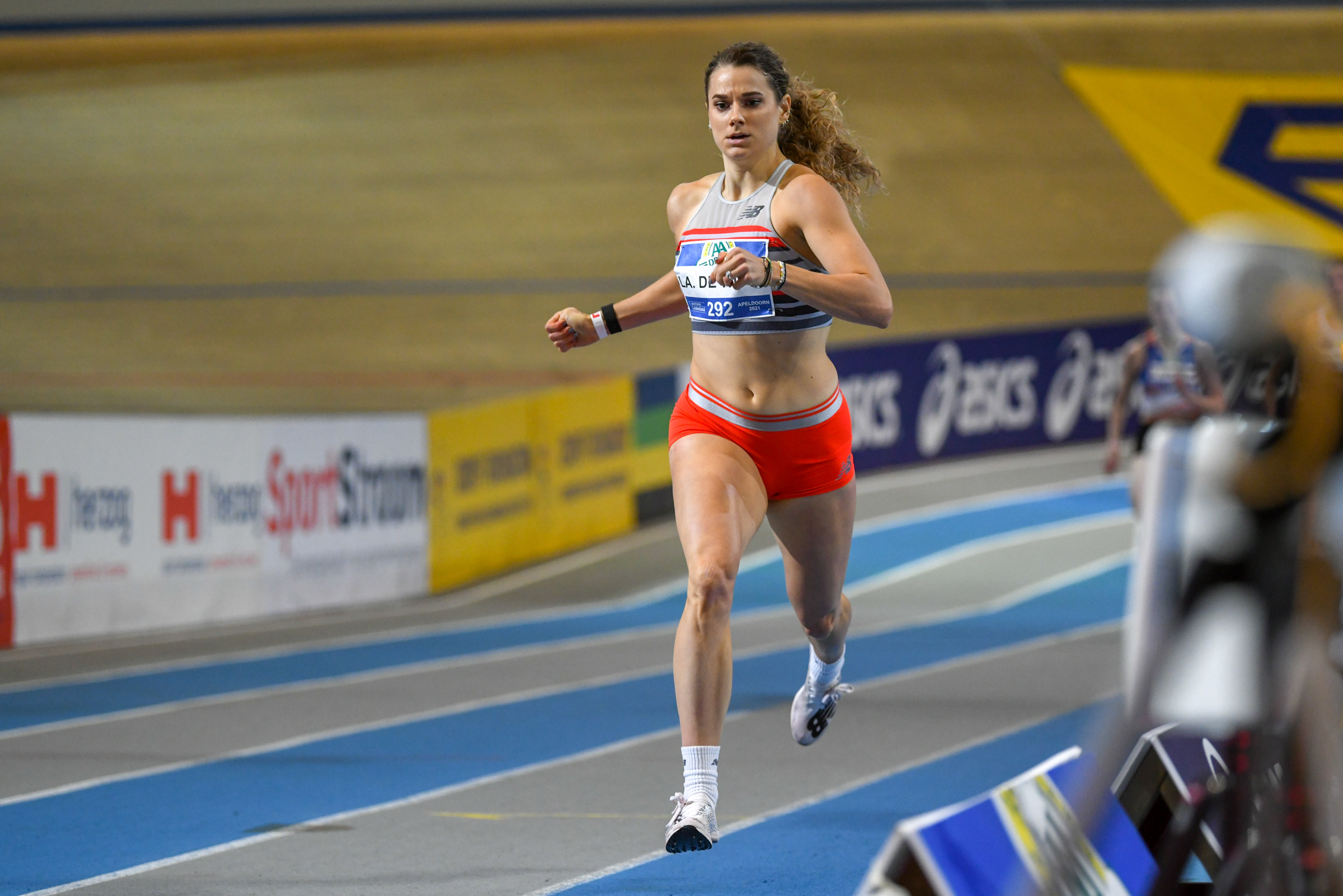
Laura de Witte en acción durante el Campeonato Neerlandés en Pista Cubierta de 2021.

De Witte empezó el año temprano, marcando 24.33 en los 200 m yetros 54.50 s en los 400 metros en las competiciones bajo techo en Viena el 30 de enero. Lieke Klaver y Femke Bol también compitieron, con Klaver primero mejorando el récord nacional de 200 metros de 1988 de 23.34 s a 23.17 s, y luego también mejorando el antiguo récord de 1988 de 51.82 s a 51.48 s en los 400 metros. Ese récord no duró mucho, ya que Bol incluso lo aumentó a 50.96 s en una serie posterior, rompiendo la marca de 51 segundos por primera vez y el tiempo más rápido de un atleta europeo desde 2013. Una semana después, su hermana Lisanne corrió los 400 metros en 52.82 en Metz. Entonces, si Laura de Witte quería ser considerada para un lugar en el equipo nacional de relevos, el primer desafío era intentar clasificar detrás de este trío para el Campeonato Europeo de Atletismo en Pista Cubierta de 2021 en Torún. Esto tenía que suceder en el Campeonato Neerlandés de Atletismo en Pista Cubierta de 2021. Sin embargo, eso resultó decepcionante. Las series de 400 metros en Apeldoorn ya eran tan rápidas que De Witte, con su tiempo de 54.26 s, ni siquiera llegó a la final, estando a una décima de segundo de distancia. Entonces, aunque pudo ir a Torún, solo estaba allí para animar a su hermana Lisanne, quien corrió hacia el oro en los 4 x 400 metros allí, junto con Femke Bol, Lieke Klaver y Marit Dopheide.

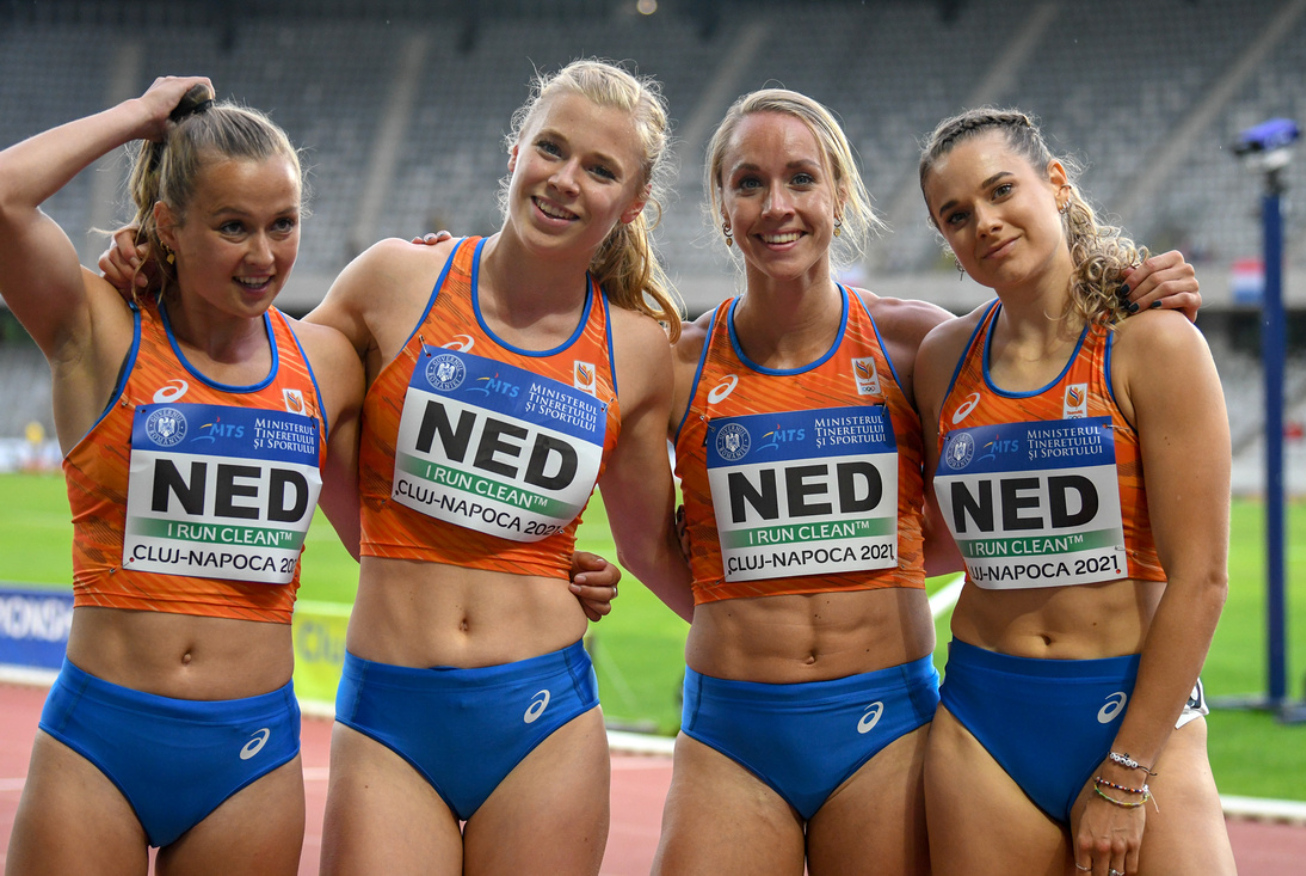
El equipo de relevos 4 × 400 metros en Cluj-Napoca. De izquierda a derecha: Anne van de Wiel, Andrea Bouma, Eva Hovenkamp y Laura de Witte.

Una primera prueba fueron los Relevos Mundiales 2021 en Chorzów, a principios de mayo, donde surgió la oportunidad de probar diferentes alineaciones en el relevo 4 × 400 metros mixto. Femke Bol, Lieke Klaver, Nout Wardenburg y Tony van Diepen compitieron en la primera ronda, ganando sus series en 3:18.04 min. Dado que Bol, Klaver y van Diepen tuvieron que competir luego en las finales femenina y masculina de relevo 4 × 400 metros, respectivamente, el equipo para la final mixta de relevo 4 × 400 metros estuvo formado por Nout Wardenburg, Eveline Saalberg, Laura de Witte y Terrence Agard. Este cuarteto terminó octavo en 3:21.02 min. A finales de ese mes, De Witte corrió 53.82 s en la Reunión de la IFAM en Oordegem, seguida de un tiempo de 53.81 s unas semanas después en una competición en Ginebra. Por lo tanto, había una tendencia al alza, pero aún no lo suficiente como para competir seriamente por un puesto en el equipo olímpico. Su actuación en relevos en el Campeonato Europeo por Equipos en Cluj-Napoca, una semana después, tampoco le reveló mucho, ya que el equipo neerlandés de relevo 4 × 400 metros, del que De Witte era miembro, terminó sexto con un tiempo de 3:34.41 min.Sin embargo, en el Campeonato Neerlandés de Atletismo de 2021 en Breda, que se celebró poco después, dio un paso importante en la dirección correcta al terminar segunda, detrás de su hermana Lisanne, en los 400 metros con un tiempo de 53,38 segundos. Esta actuación no solo le aseguró la selección olímpica, sino también un puesto en el equipo de relevo 4 × 400 metros en Tokio. De las siete mujeres seleccionadas para esta prueba, ella ahora tenía el cuarto mejor tiempo. Esto resultó decisivo para la composición del cuarteto que compitió en Tokio. Cuando Lieke Klaver, Lisanne de Witte, Laura de Witte y Femke Bol se clasificaron para la final en las eliminatorias con un tiempo de 3:24,01 min (una mejora de casi tres segundos del récord neerlandés de los Juegos Olímpicos de Río de Janeiro 2016), la alineación también quedó definida. Allí, el mismo cuarteto terminó sexto con un tiempo de 3:23,74 min, 0,25 segundos más rápido que el día anterior, un logro histórico para el cuarteto neerlandés.
En el mes posterior a los Juegos, a mediados de agosto, registró sus mejores tiempos del año en La Chaux-de-Fonds: 24.04 s en los 200 metros y 52.89 s en los 400 metros. Una semana después, en Berna, logró un tiempo de 53.44 s en los 400 metros, y concluyó la temporada de atletismo con un tiempo de 53.27 s en los 400 metros en Bellinzona. Su tiempo de 400 metros por debajo de los 53 segundos fue particularmente sorprendente, ya que no lo había logrado desde 2018.

### 2022
De Witte comenzó la temporada de pista cubierta de 2022 al mismo nivel que el año anterior. Antes del Campeonato Neerlandés de Atletismo en Pista Cubierta de 2022 en Apeldoorn, corrió los 400 metros en 54.36 s, un tiempo que, al igual que en 2021, probablemente le habría podido alcanzar la final de 400 metros en dicho campeonato. Sin embargo, no lo logró, terminando en 54.63 s. Esto significaba que una plaza en el equipo de relevo 4 × 400 metros para el Campeonato Mundial de Atletismo en Pista Cubierta de 2022 en Belgrado en marzo estaba descartada. Sin embargo, de mostrar suficiente progreso durante la temporada al aire libre, sus resultados de relevos de 2021 ya le garantizaban un puesto en el equipo de relevos para los dos principales torneos de la temporada de pista: el Campeonato Mundial de Atletismo de 2022 en Eugene en julio y el Campeonato Europeo de Atletismo de 2022 en Múnich en agosto.

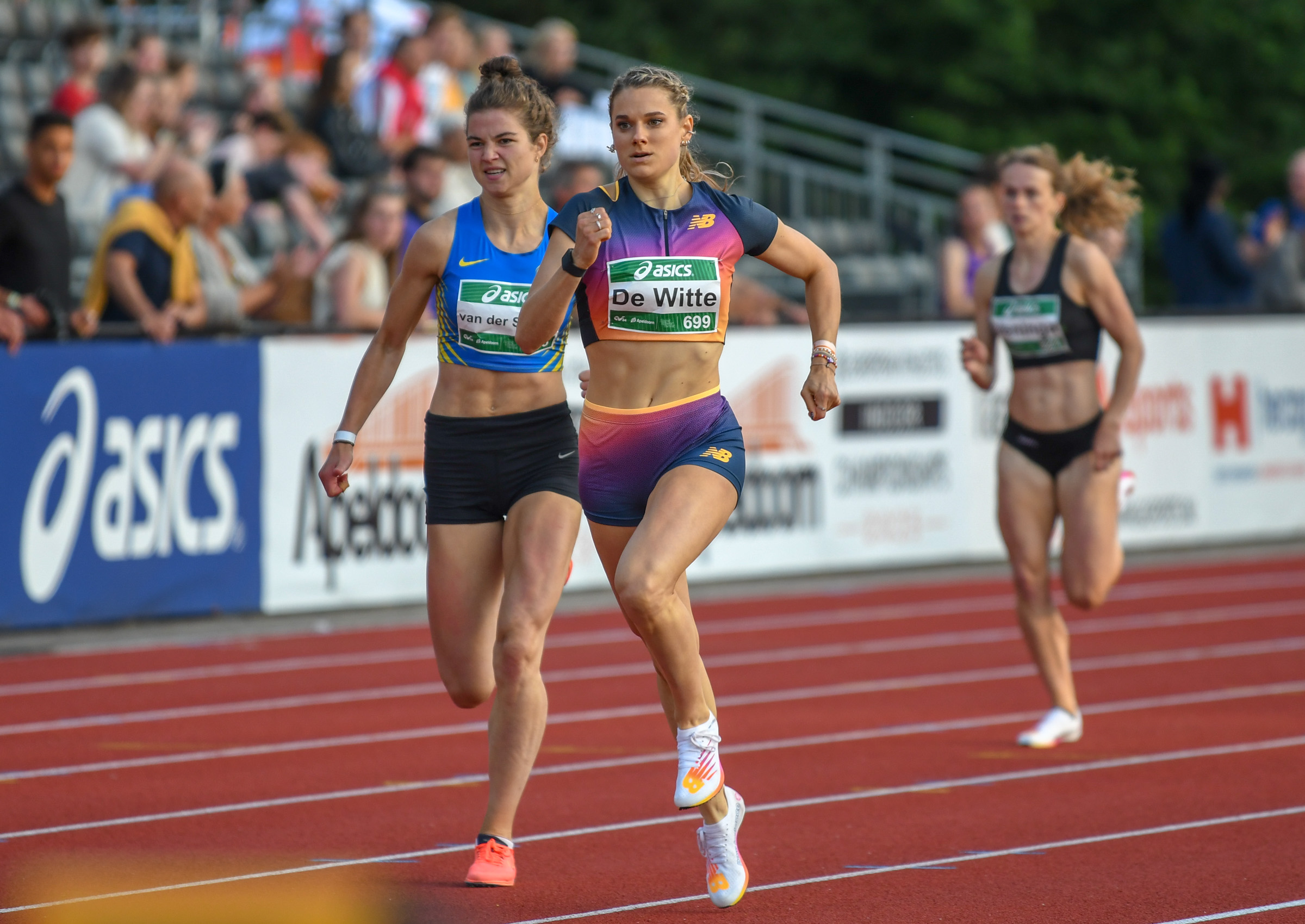
Laura de Witte lucha con Myrte van der Schoot en su serie de 400 metros en el Campeonato Neerlandés de 2022 en Apeldoorn.

En mayo, de Witte terminó los 400 metros en la marca de 54 segundos varias veces en sus primeras competiciones de la temporada al aire libre en Bélgica. Luego, en los Juegos FBK a principios de junio, corrió un tiempo de 54.07 s en condiciones climáticas moderadas, seguido una semana más tarde por un buen 53.68 s en la Reunión CITIUS en Berna. Luego terminó fuera del podio en el Campeonato Neerlandés de Atletismo de 2022 en Apeldoorn con un cuarto puesto, pero su lugar en la selección de relevo 4 × 400 metros no estaba en peligro. Por lo tanto, fue enviada al Campeonato Mundial en Eugene. Sin embargo, tuvo mala suerte allí cuando el cuarteto que competía en las eliminatorias fue descalificado debido a un cambio defectuoso entre Lieke Klaver y la debutante Cathelijn Peeters. Esto descartó una posible aparición en la final. Esa decepción fue más que compensada un mes después en el Campeonato Europeo de Múnich, donde De Witte, junto con su hermana Lisanne, Andrea Bouma y Lieke Klaver, aseguraron un lugar en la final para el equipo holandés en las series de los relevo 4 × 400 metros con una victoria en 3:25.84 min. En esa final, Eveline Saalberg, Lieke Klaver, Lisanne de Witte y Femke Bol lograron asegurar la victoria general para los Países Bajos por primera vez en la historia del Campeonato Europeo en un tiempo récord nacional de 3:20.87 min, lo cual le valió el oro a este cuarteto, además de para las atletas que habían competido en la serie, Andrea Bouma y Laura de Witte. Su mejor tiempo en los 400 metros individuales finalmente se estableció al final de la temporada de atletismo, a principios de septiembre, en Groninga, donde ganó los 400 metros en 53.31 s.

## Palmarés internacional
| Año  | Evento                    | Sitio                    | Prueba    | Resultado         |
| ---- | ------------------------- | ------------------------ | --------- | ----------------- |
| 2016 | Campeonato Europeo        | Ámsterdam (Países Bajos) | 200 m     | Semifinal         |
| 2016 | Campeonato Europeo        | Ámsterdam (Países Bajos) | 4 × 400 m | 7.º               |
| 2016 | Juegos Olímpicos          | Río de Janeiro (Brasil)  | 4 × 400 m | Batería           |
| 2017 | Campeonato Europeo Sub-23 | Bydgoszcz (Polonia)      | 400 m     | Medalla de bronce |
| 2017 | Campeonato Mundial        | Londres (Reino Unido)    | 4 × 400 m | Batería           |
| 2018 | Campeonato Europeo        | Berlín (Alemania)        | 400 m     | Batería           |
| 2019 | Relevos Mundiales         | Yokohama (Japón)         | 4 × 400 m | 9.º               |
| 2019 | Universiada               | Nápoles (Italia)         | 400 m     | Semifinal         |
| 2021 | Relevos Mundiales         | Chorzów (Polonia)        | 4 × 400 m | 8.º               |
| 2021 | Juegos Olímpicos          | Tokio (Japón)            | 4 × 400 m | 6.º               |
| 2022 | Campeonato Europeo        | Múnich (Alemania)        | 4 × 400 m | Medalla de oro    |